# Tällberg, Skellefteå kommun
Tällberg, by i nordvästra Skellefteå kommun.
By utan bofasta invånare, fyra kilometer från Norrlångträsk och två kilometer från Källdal. Har som mest varit hem åt ett fyrtiotal invånare (1930-talet).
Äventyrsanläggningen och lajvområdet Treväga ligger just invid Tällberg, rätt nära Sjömärkberget varifrån man klara dagar kan se det tre mil avlägsna havet.